# ريتشارد بيرد (ممثل)
ريتشارد بيرد (بالإنجليزية: Richard Bird)‏ هو ممثل بريطاني (وحمل سابقاً جنسية المملكة المتحدة لبريطانيا العظمى وأيرلندا)، ولد في 1894 في المملكة المتحدة، وتوفي في 28 سبتمبر 1986 في كندا.

## وصلات خارجية
- ريتشارد بيرد على موقع IMDb (الإنجليزية)
- ريتشارد بيرد على موقع قاعدة بيانات الفيلم (الإنجليزية)